# Стюарт, Мэтью, 2-й граф Леннокс
Мэтью Стюарт (англ. Matthew Stewart; 1460/1470 — 9 сентября 1513) — 2-й граф Леннокс и 2-й лорд Дарнли с 1495 года, шотландский аристократ, сын Джона Стюарта, 1-го графа Леннокса, и Маргарет Монтгомери. Погиб в битве при Флоддене.

## Биография
Метью происходил из одной из ветвей шотландского рода Стюартов (Стюартов из Дарнли) и был старшим из сыновей Джона Стюарта, 1-го графа Леннокса, и Маргарет Монтгомери, дочери Александра Монтгомери, 1-го лорда Монтгомери. Год его рождения неизвестен, но он был уже совершеннолетним в 1484 году, когда впервые посетил парламент.
В 1488 году Мэтью, вероятно, был замешан в восстании против короля Якова III, после гибели которого 11 июня в битва при Сочиберне 20 октября получил для совместного управления вместе с отцом замок Дамбартон.
1 июня 1490 года отец передал ему формальное право на собственность поместий Леннокс и Дарнли. После смерти отца между 31 августа и 11 сентября 1495 года Мэтью унаследовал титулы графа Леннокса и лорда Дарнли, а также должности шерифа Дамбартона и хранителя замка Ротсей на острове Бьют. Последнюю должность он занимал примерно до 1501 года. В этот период он стал сближаться с королём Яковом IV, став после 1501 года постоянным свидетелем в королевских хартиях и войдя в состав генеральный совет — с 1503 года Мэтью посетил 90 % его заседаний. Хотя он не получил от короля каких-то больших наград, в январе 1512 года его поместья были освобождены от налогов на наследство и опеку. Кроме того, король подтвердил, что Мэтью имеет право на наследственное владение всем графством Леннокс, на которое были и другие претенденты, а должность шерифа Дамбартона и, предположительно, кастелянство замком Дамбартон, была прикреплена к титулу графа Леннокса.
В 1513 году Мэтью, вероятно, сопровождал французскую армию, которая высадилась в Дамбартоне, а также пушки и снаряжение к королевской армии, вторгшейся в Англию. 9 сентября он погиб битве при Флоддене. Наследовал ему сын Джон.

## Браки и дети
1-я жена: с 13 июня 1490 года Маргарет Лайл, дочь Роберта Лайла, лорда Лайла.
2-я жена: с 9 апреля 1494 года Элизабет Гамильтон, дочь Джеймса, 1-го лорда Гамильтона, и Мэри Стюарт, дочери короля Шотландии Якова II Стюарта. Дети:
- Манго;
- Агнес;
- Джон Стюарт, 3-й граф Леннокс;
- Маргарет;
- Элизабет;
- Кэтрин